# El monitor plástico
El Monitor Plástico es un programa de entrevistas uruguayo dedicado especialmente a las artes visuales, comenzó a emitirse en 1994 por Canal 5, en el año 2000 fue nuevamente emitido y es en su tercera época, a partir del año 2006, que se mantiene en el aire hasta el presente.
Los programas se puede ver, también, a través de la página web de TNU y de Vera TV, y el registro total de emisiones en el sitio web del programa a modo de registro de archivo.
Ha recibido el interés ministerial de Educación y Cultura, Industria y Energía y Relaciones Exteriores del Uruguay.

## Origen
El programa surge de la inquietud de Eduardo “Pincho” Casanova de difundir el trabajo de artistas uruguayos, así como la preparación y el montaje de exposiciones, salones y eventos nacionales e internacionales y cuenta con la producción de Macarena Montañez (Pozodeagua Producciones).
Lleva realizados más de 450 programas sobre artistas uruguayos y extranjeros, exposiciones, salones y ciclos especiales, cubriendo eventos artísticos y bienales en Buenos Aires, Roma, Berlín, Kassel, Münster y Venecia.
En 2020 a raíz de la pandemia de COVID-19 realizaron un ciclo de entrevistas llamado Artistas en cuarentena a través de plataformas digitales para mantener cerca a los artistas y conocer sus actividades en los tiempos de distanciamiento social.

## Más allá de la TV
En 2007 editó la colección El Monitor Plástico, Arte Contemporáneo en Uruguay, 25 programas de 28 minutos en 9 DVD sobre 25 artistas.

### Fanzine
Entre octubre de 2010 y setiembre de 2011 El Monitor Plástico editó 12 Fanzines monográficos con la desgrabación de entrevistas de su archivo, ilustradas con fotografías del programa y una breve biografía de los artistas. Los mismos fueron distribuidos en forma mensual y gratuita a través de museos, casas de la cultura municipales y Centros MEC de todo el Uruguay.

### Muestras
En marzo de 2012 se presentó en el Centro de exposiciones Subte de Montevideo, junto a la exposición de obras de más de 100 artistas uruguayos, el lanzamiento del archivo de El Monitor Plástico disponible en internet con más de 160 entrevistas a artistas, permite desglosar la información a través de un motor de búsqueda con más de 15 categorías temáticas y 800 términos específicos.
En marzo de 2016 se realizó la segunda exposición del Archivo del Monitor Plástico en el Museo Zorrilla denominada Vínculos/El Monitor Plástico: Archivo, que recogió la relación entre talleres, centros de enseñanza, maestros y discípulos de arte en Uruguay, conformando un entramado de vínculos desde le material del Archivo, y la presentación de al aplicación interactiva "Constelaciones", diseñada por Diego Strasser para navegar a través las interrelaciones entre los artistas nacionales que integran el archivo.
En 2019 presentó, también en el Museo Zorrilla, la exposición "Discurso Bienal: el Monitor Plástico", tercera muestra de corte documental realizada desde el archivo de las ediciones especiales del programa desde Venecia. Con exposición de obras de los artistas que representaron a Uruguay en el Pabellón de Uruguay en la Bienal de Venecia entre 2007 y 2019 entrevistados por Pincho Casanova: Ernesto Vila (2007), Raquel Bessio, Pablo Uribe, Juan Burgos (2009), Magela Ferrero, Alejandro Cesarco (2011), Wifredo Díaz Valdéz (2013), Marco Maggi (2015), Mario Sagradini (2017) y  Yamandú Canosa (2019), junto a obras de Lacy Duarte (2005) e Ignacio Iturria (1995) quien fuera premiado en la Bienal de Venecia en 1995 y fuera el primer artista entrevistado por el Monitor en 1994. Además de piezas gráficas y audiovisuales de otros archivos para conformar la línea de tiempo que vincula a Uruguay con las bienales de arte internacionales a través de los catálogos editados en Uruguay para cada ocasión.

### Archivo
Los capítulos de El Monitor Plástico fueron catalogados y están disponibles en línea en el sitio web del programa.
En el Museo Nacional de Artes Visuales hay una computadora que da acceso a los materiales.[cita requerida]
El archivo continúa creciendo con la incorporación de los nuevos programas y el apoyo de la Fundación Itaú.
Han sido entrevistados por "El Monitor": Pablo Atchugarry, Anhelo Hernández, Renate Anger (Alemania), Thomas Wörgötter (Austria), Wifredo Díaz Valdéz, Cecilia Vignolo, Octavio Podestá, María Freire, Ernesto Vila, Ticio Escobar, Rimer Cardillo, Clever Lara, Lacy Duarte, Guillermo Fernández, Hermenegildo Sábat, entre muchos otros. 
De los programas especiales destacan los de los Premios Nacionales de Artes Visuales de Uruguay, así como los de la Bienal de Venecia, documenta de Kassel, Skulptour Proyecte Münster y Galería Nacional de Berlín en 2007, entre otros.